# 3907 Кілмартін
3907 Кілмартін (3907 Kilmartin) — астероїд головного поясу, відкритий 14 серпня 1904 року.
Тіссеранів параметр щодо Юпітера — 3,291.